# Carmona, Andalusien
Carmona är en kommun i Spanien.   Den ligger i provinsen Provincia de Sevilla och regionen Andalusien, i den sydvästra delen av landet, 400 km söder om huvudstaden Madrid. Antalet invånare är 28 814. Arean är 924 kvadratkilometer. Carmona gränsar till Sevilla, Alcalá de Guadaira, Alcolea del Río, La Rinconada, Brenes, Cantillana, Villanueva del Río y Minas, Lora del Río, La Campana, Fuentes de Andalucía, Marchena, Paradas, El Arahal, Mairena del Alcor och El Viso del Alcor. 
Terrängen i Carmona är huvudsakligen platt, men norrut är den kuperad.